# فلورنسا ناش
فلورنسا نـاش (بالإنجليزية: Florence Nash)‏ هي كاتِبة وممثلة أمريكية، ولدت في 2 أكتوبر 1888 في تروي في الولايات المتحدة، وتوفيت في 2 أبريل 1950 في هوليوود في الولايات المتحدة بسبب نوبة قلبية.

## وصلات خارجية
- فلورنسا نـاش على موقع IMDb (الإنجليزية)
- فلورنسا نـاش على موقع أول موفي (الإنجليزية)
- فلورنسا نـاش على موقع قاعدة بيانات برودواي على الإنترنت (الإنجليزية)
- فلورنسا نـاش على موقع قاعدة بيانات الأفلام السويدية (السويدية)
- فلورنسا نـاش على موقع قاعدة بيانات الفيلم (الإنجليزية)
- فلورنسا نـاش على موقع كينوبويسك (الروسية)